# 1896年アテネオリンピックのギリシャ選手団
1896年アテネオリンピックのギリシャ選手団（1896ねんアテネオリンピックのギリシャせんしゅだん）は、1896年4月6日から4月15日にかけてギリシャ王国の首都アテネで開催された1896年アテネオリンピックのギリシャ選手団、およびその競技結果。

## 概要
今大会は金メダル11個、銀メダル7個、銅メダル2個の合計20個のメダルを獲得した。

## メダル
| メダル | 選手名                     | 競技 | 種目                   |
| ------ | -------------------------- | ---- | ---------------------- |
| 金     | スピリドン・ルイス         | 陸上 | 男子マラソン           |
| 金     | イオアニス・マロキニス     | 競泳 | 男子100m自由形（水兵） |
| 銀     | ハリラオス・バシラコス     | 陸上 | 男子マラソン           |
| 銀     | アントニオス・ペパノス     | 競泳 | 男子500m自由形         |
| 銀     | ヨアニス・アンドレウ       | 競泳 | 男子1200m自由形        |
| 銀     | スピリドン・チャザピス     | 競泳 | 男子100m自由形（水兵） |
| 銅     | エフスタシオス・コラファス | 競泳 | 男子500m自由形         |
| 銅     | エフスタシオス・コラファス | 競泳 | 男子1200m自由形        |
| 銅     | ディミトリオス・ドリヴァス | 競泳 | 男子100m自由形（水兵） |